# Saint-Martin-de-Sescas
Pour les articles homonymes, voir Saint-Martin.
Saint-Martin-de-Sescas est une commune du Sud-Ouest de la France, située dans le département de la Gironde, en région Nouvelle-Aquitaine.

## Géographie

### Localisation
La commune de Saint-Martin-de-Sescas se situe au nord (rive droite) de la Garonne, à 51 km au sud-est de Bordeaux, chef-lieu du département, à 8 km à l'est-nord-est de Langon, chef-lieu d'arrondissement et à 5,5 km de Saint-Macaire, ancien chef-lieu de canton.

### Communes limitrophes
Les communes limitrophes en sont Saint-Pierre-d'Aurillac à l'ouest, Saint-André-du-Bois au nord-ouest, Sainte-Foy-la-Longue au nord et Caudrot à l'est. Sur la rive gauche de la Garonne, au sud, se trouve la commune de Castets et Castillon (anciennement Castets-en-Dorthe).
| Saint-André-du-Bois     | Sainte-Foy-la-Longue                           |         |
| Saint-Pierre-d'Aurillac | Saint-Martin-de-Sescas                         | Caudrot |
|                         | Rive gauche de la Garonne Castets et Castillon |         |

### Climat
Pour des articles plus généraux, voir Climat de la Nouvelle-Aquitaine et Climat de la Gironde.
Historiquement, la commune est exposée à un climat océanique aquitain.  
En 2020, Météo-France publie une typologie des climats de la France métropolitaine dans laquelle la commune est exposée à un climat océanique et est dans la région climatique  Aquitaine, Gascogne, caractérisée par une pluviométrie abondante au printemps, modérée en automne, un faible ensoleillement au printemps, un été chaud (19,5 °C), des vents faibles, des brouillards fréquents en automne et en hiver et des orages fréquents en été (15 à 20 jours).
Pour la période 1971-2000, la température annuelle moyenne est de 13 °C, avec une amplitude thermique annuelle de 15,6 °C. Le cumul annuel moyen de précipitations est de 811 mm, avec 11,1 jours de précipitations en janvier et 6,5 jours en juillet. Pour la période 1991-2020, la température moyenne annuelle observée sur la station météorologique la plus proche, située sur la commune de Saint-Sulpice-de-Pommiers à 11 km à vol d'oiseau, est de 13,8 °C et le cumul annuel moyen de précipitations est de 764,8 mm,. Pour l'avenir, les paramètres climatiques de la commune estimés pour 2050 selon différents scénarios d’émission de gaz à effet de serre sont consultables sur un site dédié publié par Météo-France en novembre 2022.

## Urbanisme

### Typologie
Au 1er janvier 2024, Saint-Martin-de-Sescas est catégorisée commune rurale à habitat dispersé, selon la nouvelle grille communale de densité à sept niveaux définie par l'Insee en 2022.
Elle appartient à l'unité urbaine de Saint-Macaire, une agglomération intra-départementale regroupant huit  communes, dont elle est une commune de la banlieue,,. Par ailleurs la commune fait partie de l'aire d'attraction de Bordeaux, dont elle est une commune de la couronne,. Cette aire, qui regroupe 275 communes, est catégorisée dans les aires de 700 000 habitants ou plus (hors Paris),.

### Occupation des sols

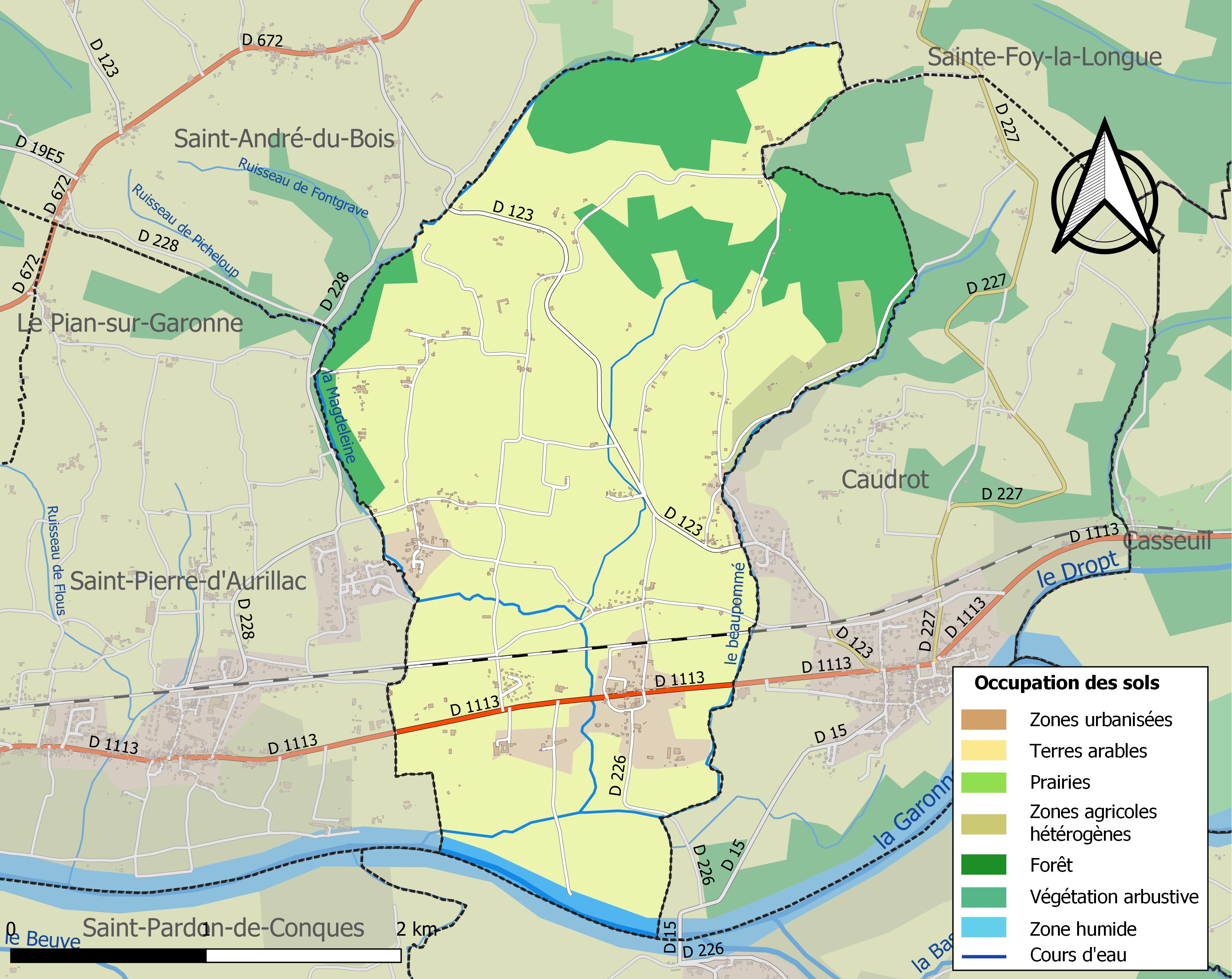
Carte des infrastructures et de l'occupation des sols de la commune en 2018 (CLC).

L'occupation des sols de la commune, telle qu'elle ressort de la base de données européenne d’occupation biophysique des sols Corine Land Cover (CLC), est marquée par l'importance des territoires agricoles (75,9 % en 2018), en diminution par rapport à 1990 (81,4 %). La répartition détaillée en 2018 est la suivante : 
cultures permanentes (64,1 %), forêts (17,3 %), terres arables (9,4 %), zones urbanisées (5,5 %), zones agricoles hétérogènes (2,4 %), eaux continentales (1,3 %). L'évolution de l’occupation des sols de la commune et de ses infrastructures peut être observée sur les différentes représentations cartographiques du territoire : la carte de Cassini (XVIIIe siècle), la carte d'état-major (1820-1866) et les cartes ou photos aériennes de l'IGN pour la période actuelle (1950 à aujourd'hui).

### Voies de communication de transports
La principale voie de communication qui traverse la commune est la route départementale 1113, ancienne route nationale 113 (Bordeaux-Marseille) qui mène à Langon vers l'ouest et à La Réole vers l'est.
Perpendiculairement à cette D1113, la route départementale D226 permet de rejoindre la route départementale D15 qui franchit la Garonne grâce au pont dit de Castets et conduit vers le sud en direction de Castets et Castillon et d'Auros.
L'autoroute la plus proche est l'autoroute A62 (Bordeaux-Toulouse) dont l'accès no 3, dit de Langon, est distant de 9,5 km par la route vers l'ouest-sud-ouest. L'accès no 4, dit de La Réole, se trouve à 11 km vers le sud-est.
L'accès no 1, dit de Bazas, à l'autoroute A65 (Langon-Pau) se situe à 21 km vers le sud-sud-ouest.
Le territoire communal est traversé par la ligne SNCF Bordeaux-Sète du TER Nouvelle-Aquitaine ; les gares les plus proches sont celle de Caudrot à 1,7 km vers l'est et celle de Saint-Pierre-d'Aurillac à 2,5 km vers l'ouest.

### Risques majeurs
Le territoire de la commune de Saint-Martin-de-Sescas est vulnérable à différents aléas naturels : météorologiques (tempête, orage, neige, grand froid, canicule ou sécheresse), inondations, mouvements de terrains et séisme (sismicité très faible). Un site publié par le BRGM permet d'évaluer simplement et rapidement les risques d'un bien localisé soit par son adresse soit par le numéro de sa parcelle.
Certaines parties du territoire communal sont susceptibles d’être affectées par le risque d’inondation par débordement de cours d'eau, notamment la Garonne. La commune a été reconnue en état de catastrophe naturelle au titre des dommages causés par les inondations et coulées de boue survenues en 1982, 1991, 1999, 2001, 2002 et 2009,.
Les mouvements de terrains susceptibles de se produire sur la commune sont des tassements différentiels.

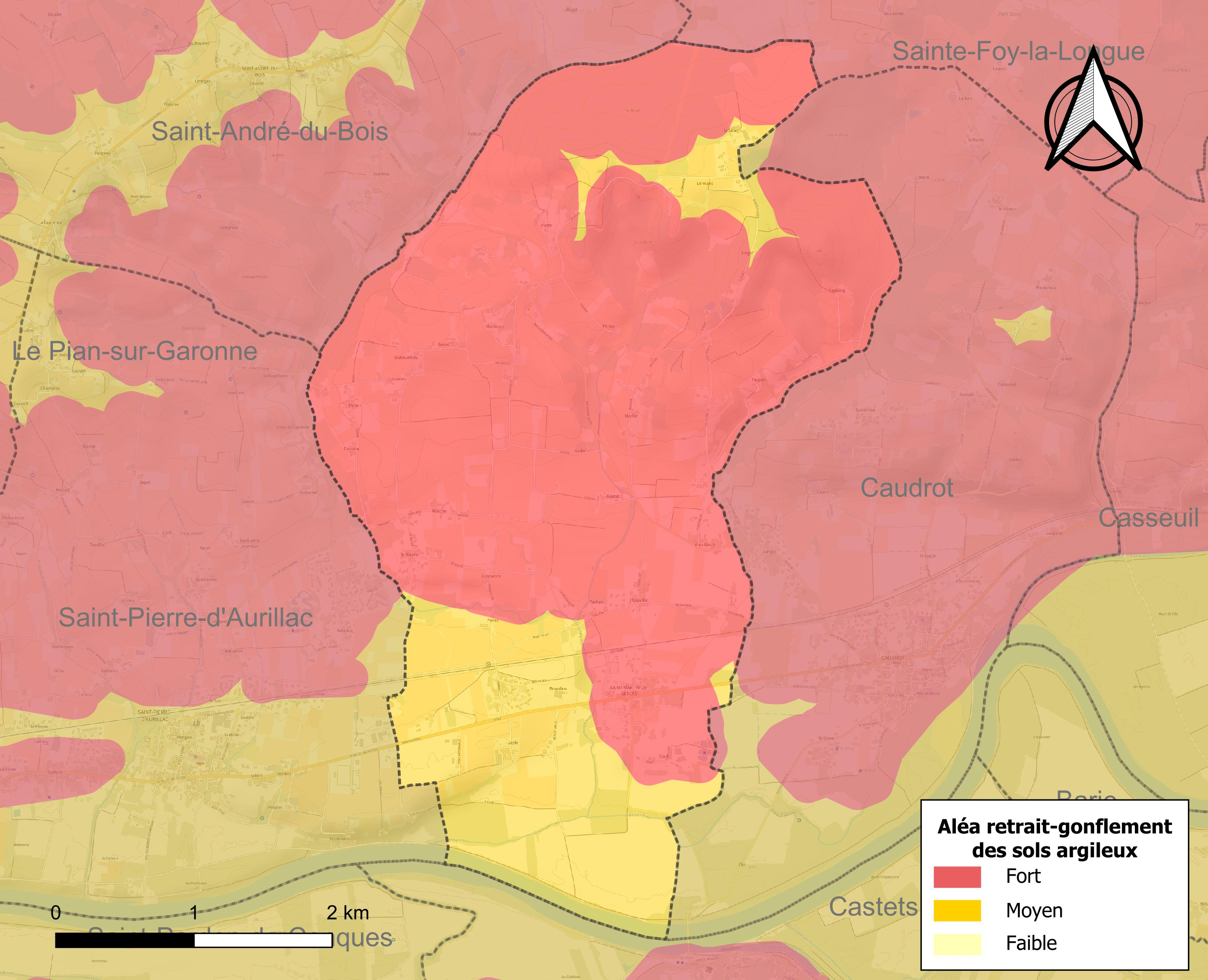
Carte des zones d'aléa retrait-gonflement des sols argileux de Saint-Martin-de-Sescas.

Le retrait-gonflement des sols argileux est susceptible d'engendrer des dommages importants aux bâtiments en cas d’alternance de périodes de sécheresse et de pluie. La totalité de la commune est en aléa moyen ou fort (67,4 % au niveau départemental et 48,5 % au niveau national). Sur les 266 bâtiments dénombrés sur la commune en 2019, 266 sont en aléa moyen ou fort, soit 100 %, à comparer aux 84 % au niveau départemental et 54 % au niveau national. Une cartographie de l'exposition du territoire national au retrait gonflement des sols argileux est disponible sur le site du BRGM,.
Concernant les mouvements de terrains, la commune a été reconnue en état de catastrophe naturelle au titre des dommages causés par la sécheresse en 1989, 2003 et 2017 et par des mouvements de terrain en 1999.

## Toponymie
Le toponyme est documenté sous les formes médiévales Fescals (1197), Sescas (1285), Sescars (1289), Fescas (1307-1317)… Ces formes anciennes montrent une hésitation entre deux thèmes : Fesca(l)s et Sesca(r)s.
Sescas se comprend comme le pluriel du mot désignant un lieu où poussent les massettes, iris des marais, carex, etc., que l'on appelle les sesques / sescas en gascon. Le nom de lieu Sescà / Sescar en est un dérivé en -ar (avec un r est muet).
Mais la forme primitive du nom est Fescals, dérivée du latin fiscalis, qui désigne un péage. Sescas ne serait qu'un interprétation de l'ancien toponyme par un mot bien compris en gascon, liée à une confusion classique entre les écritures médiévales du F et du S. Cette origine explique le -s final de Sescas (car on attend en toponymie soit Sesques soit Sescà).
En gascon, le nom de la commune est Sent Martin de Sescàs.

## Histoire
Au sud de l'église Saint-Martin, des vases contenant des cendres ont été découverts en 1957 ; il s'agit peut-être de sépultures à incinérations gallo-romaines.
À la Révolution, la paroisse Saint-Martin-de-Sescas forme la commune de Saint-Martin-de-Sescas.

## Politique et administration
| Période                                  | Période   | Identité           | Étiquette | Qualité   |
| ---------------------------------------- | --------- | ------------------ | --------- | --------- |
| Les données manquantes sont à compléter. |           |                    |           |           |
|                                          |           | Michel Lampuré     |           |           |
|                                          |           | …                  |           |           |
|                                          | mars 2008 | Jean-Claude Rocher |           |           |
| mars 2008                                | mars 2020 | Nicole Étienne     | DVD       | Retraitée |
| mars 2020                                | En cours  | Matthias Robine    |           |           |

## Démographie
Les habitants sont appelés les Sescassiens.
L'évolution du nombre d'habitants est connue à travers les recensements de la population effectués dans la commune depuis 1793. Pour les communes de moins de 10 000 habitants, une enquête de recensement portant sur toute la population est réalisée tous les cinq ans, les populations de référence des années intermédiaires étant quant à elles estimées par interpolation ou extrapolation. Pour la commune, le premier recensement exhaustif entrant dans le cadre du nouveau dispositif a été réalisé en 2008.

En 2022, la commune comptait 563 habitants, en évolution de −6,63 % par rapport à 2016 (Gironde : +6,91 %, France hors Mayotte : +2,11 %).
| 1793 | 1800 | 1806 | 1821 | 1831 | 1836 | 1841 | 1846 | 1851 |
| ---- | ---- | ---- | ---- | ---- | ---- | ---- | ---- | ---- |
| 658  | 633  | 669  | 587  | 615  | 612  | 611  | 622  | 628  |

| 1856 | 1861 | 1866 | 1872 | 1876 | 1881 | 1886 | 1891 | 1896 |
| ---- | ---- | ---- | ---- | ---- | ---- | ---- | ---- | ---- |
| 634  | 645  | 571  | 589  | 593  | 583  | 604  | 610  | 555  |

| 1901 | 1906 | 1911 | 1921 | 1926 | 1931 | 1936 | 1946 | 1954 |
| ---- | ---- | ---- | ---- | ---- | ---- | ---- | ---- | ---- |
| 582  | 563  | 575  | 532  | 515  | 530  | 485  | 477  | 470  |

| 1962 | 1968 | 1975 | 1982 | 1990 | 1999 | 2006 | 2008 | 2013 |
| ---- | ---- | ---- | ---- | ---- | ---- | ---- | ---- | ---- |
| 449  | 427  | 374  | 401  | 426  | 471  | 494  | 500  | 591  |

| 2018 | 2022 | - | - | - | - | - | - | - |
| ---- | ---- | - | - | - | - | - | - | - |
| 575  | 563  | - | - | - | - | - | - | - |

## Lieux et monuments
- L'église Saint-Martin, de style roman, date du XIIe siècle et son portail à cinq voussures, considéré comme l'un des plus beaux de Gironde, est classé à l'inventaire des monuments historiques et protégé à ce titre depuis 1908 et l'église inscrite depuis 1925[29]. Le clocher carré et surmonté d'une flèche date du XIXe siècle et abrite une cloche datant de 1555.

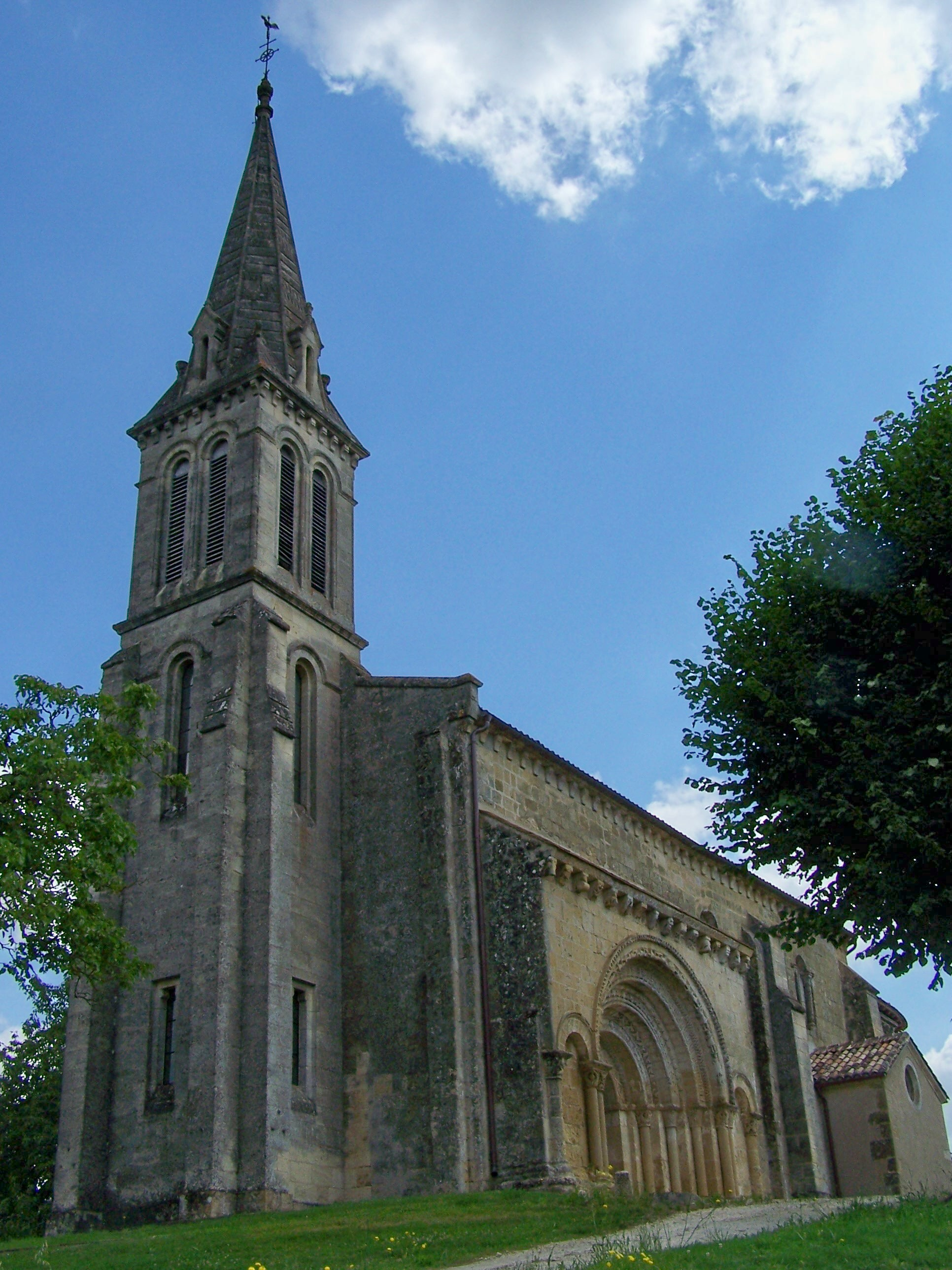
L'église Saint-Martin et son portail latéral (juin 2009)
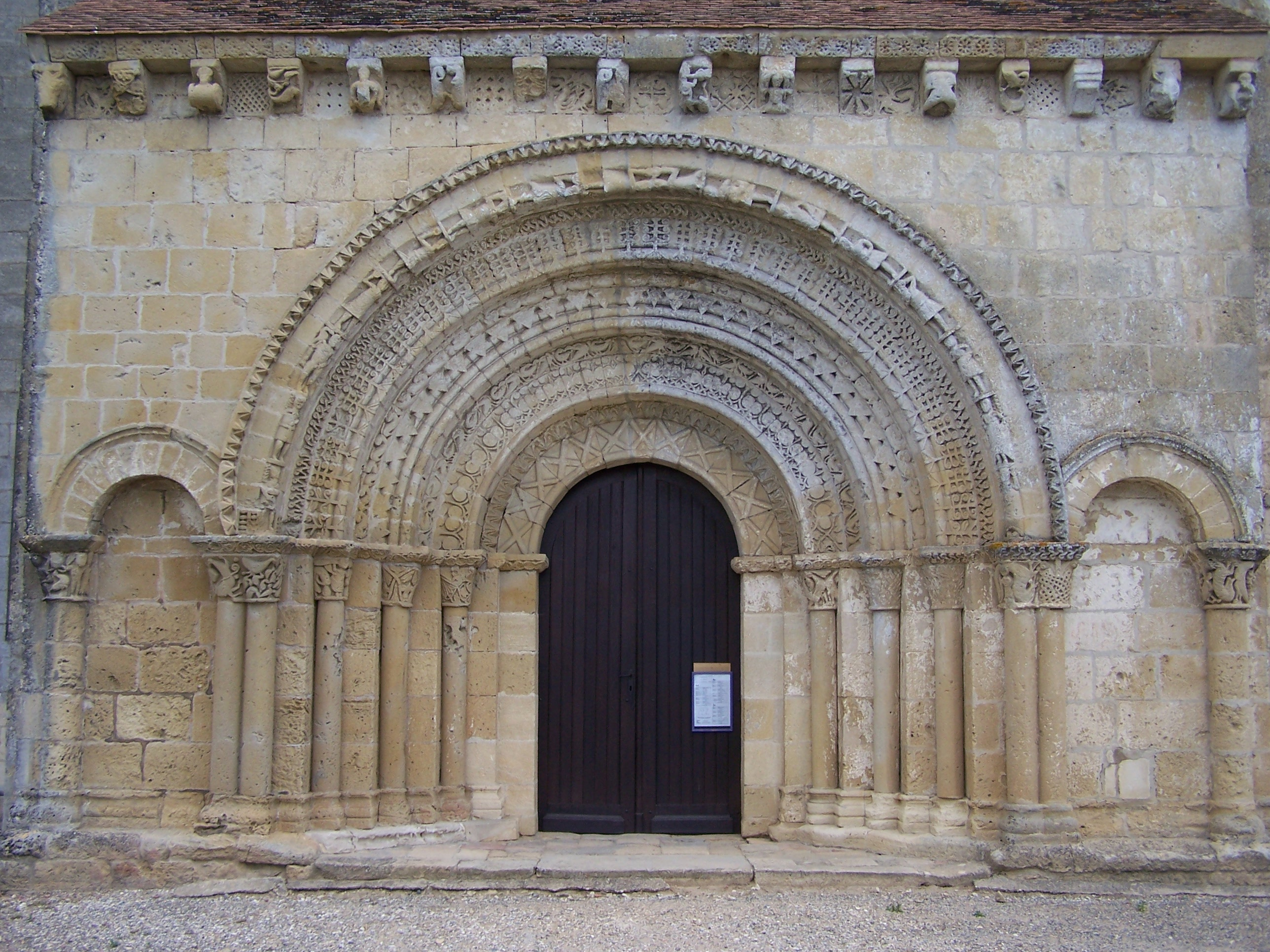
Le portail de l'église Saint-Martin (juin 2009)
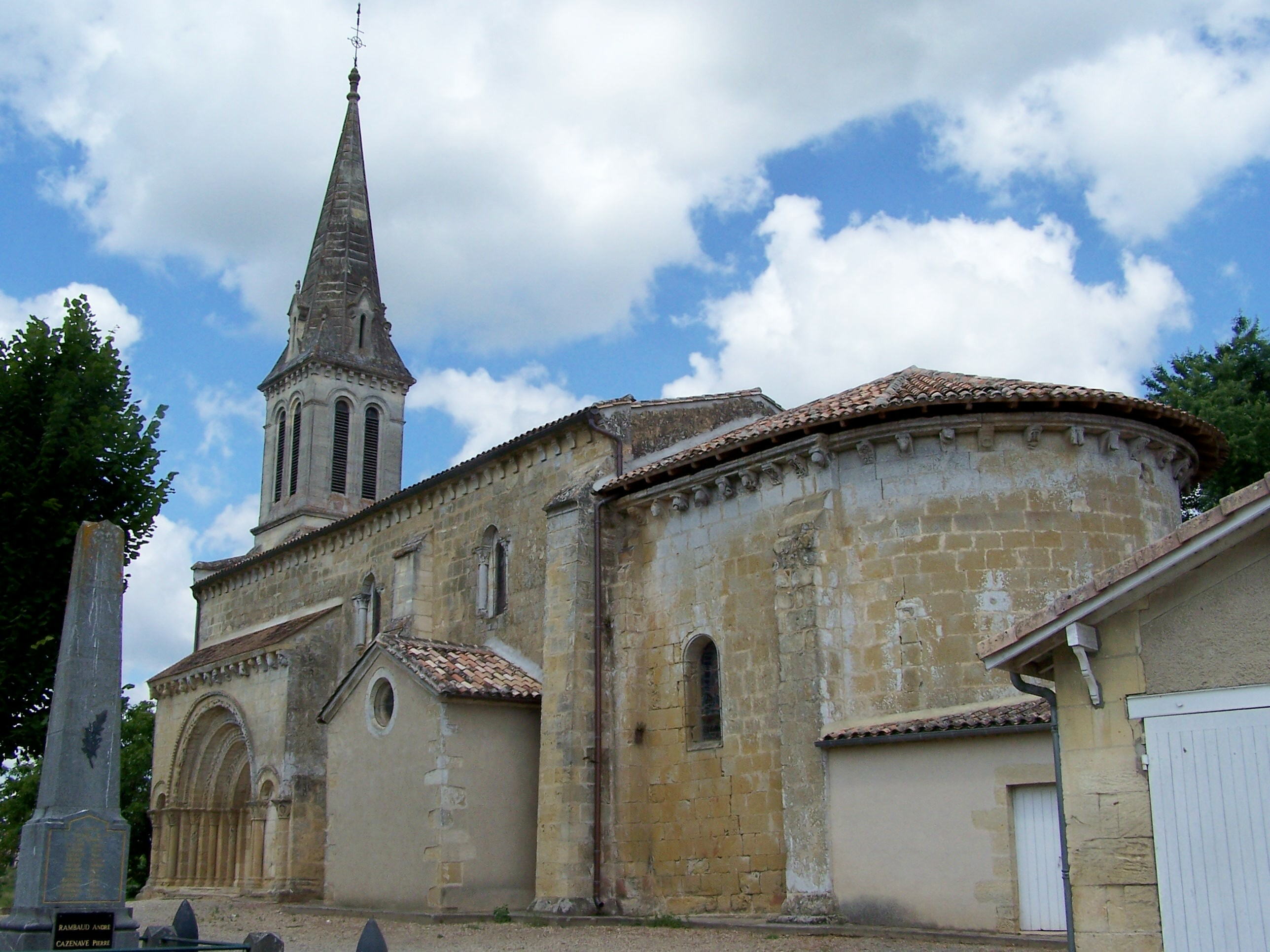
Le chevet de l'église (juin 2009)
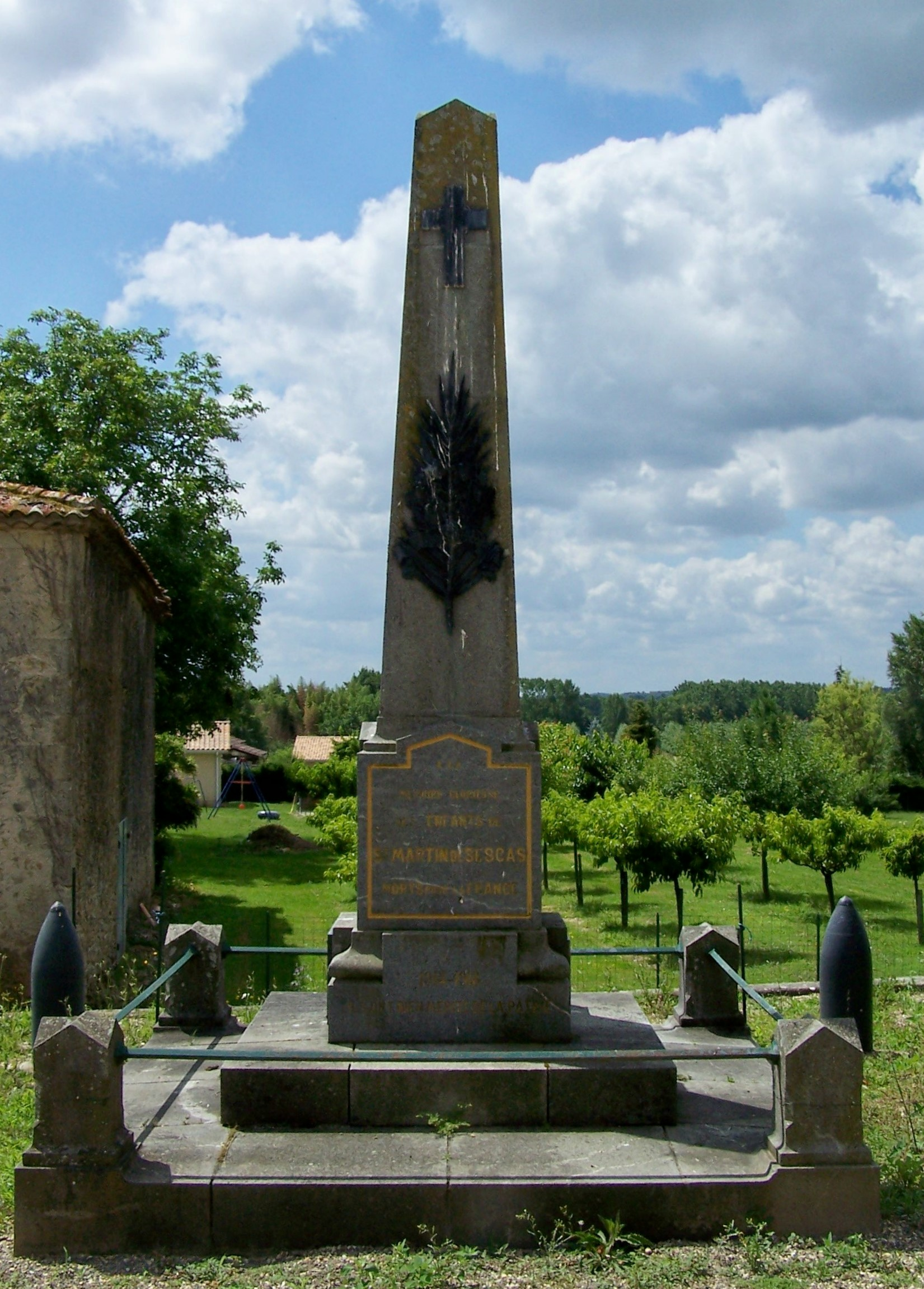
Le monument aux morts près de l'église (juin 2009)

## Héraldique
| Blason de Saint-Martin-de-Sescas | Blason  | D'azur à la divise ondée d'argent accompagnée en chef d'une épée posée en barre sa pointe vers le haut à laquelle est suspendu le manteau de saint Martin, le tout d'or, et en pointe du portail stylisé de l'église du lieu de même ouvert et ajouré du champ. |
| Blason de Saint-Martin-de-Sescas | Détails | Le statut officiel du blason reste à déterminer. |